# 達爾文澳白蟻
達爾文澳白蟻（Mastotermes darwiniensis）是現生最原始的白蟻，生活在澳洲北部，英文俗名有「giant northern termite」及「Darwin termite」。

## 演化上的重要性
本物種和特定的蟑螂（與白蟻最近緣的生物）有一些相似點，包含翅膀的臀區及一次產下一團卵而不是單獨一顆。本物種為澳白蟻屬及澳白蟻科下現生唯一的物種，其他已滅絕物種的化石紀錄眾多。早期將白蟻置於外翅總目之下，但這沒有意義的分類階級不過是從新翅類群中取出一個並系群，因此，蟑螂、白蟻及近緣物種後來被放置於網翅總目之下。達爾文澳白蟻乍看之下就像一隻有著蟑螂腹部和白蟻頭部、胸部的生物，它們的翅膀結構和蟑螂相同，它們的卵是包覆在卵鞘中產出就如同蟑螂，普遍認為達爾文澳白蟻與隱尾蠊屬是由二疊紀的共同祖先演化而來。堪薩斯出土了二疊紀的翅膀化石，其相似於澳白蟻屬（現生最原始的白蟻）的翅膀，這翅膀屬於Pycnoblattina (一種蟑螂)，它的翅膀收起來時於第一、第二腹節處凸起，就如同達爾文澳白蟻，然而，Pycnoblattina 被證實與白蟻沒有關連，最早的白蟻出現在晚侏儸紀到早白堊紀之間。和蟑螂不同的是，不是所有白蟻都有翅膀，只有繁殖型有翅膀，它們的翅膀長度遠大於腹部。

## 生物學
和蟑螂不同的是，不是所有白蟻都有翅膀，只有繁殖型有翅膀，它們的翅膀長度遠大於腹部。有翅型體長大約35mm，翼長50mm。兵蟻體長11-13mm，工蟻10-11.5mm。
達爾文澳白蟻群落規模通常不大，但是，如果它們擁有充足的水分(如定期遷徙)及適合的食物、土壤環境(如閒置的木材或木製建築物)，群落規模能夠變得很大，個體數達到數百萬隻，能夠迅速的摧毀木材。達爾文澳白蟻食性廣泛，可以取食外來種植物、象牙、皮革、木材及纖維素，簡單來說就是幾乎所有的有機質，它們因此成為重要的農業害蟲，某種程度而言，澳洲北部因為它們的存在而放棄種植蔬菜，特別是那些非雨林地區及鋁土礦土壤的地區。達爾文澳白蟻會蛀食活樹，甚至把樹環狀剝皮導致死亡，死樹隨後成為群落的巢穴。
矛盾混毛虫（Mixotricha paradoxa）只居住在達爾文澳白蟻的腸道中，具專一性，達爾文澳白蟻的腸道中共有五種原生動物。

## 延伸閱讀
- Weesner, F. M. . Annual Review of Entomology（英语：Annual Review of Entomology）. January 1960, 5: 153–170. doi:10.1146/annurev.en.05.010160.001101.
- .   [2007-12-01]. （原始内容存档于2012-04-19）.